# Володарский, Матвей Израилевич
Матве́й Изра́илевич Волода́рский (30 июня 1908 — 1991) — украинский советский кинорежиссёр, сценарист, педагог.

## Биография
Окончил драматическую студию (1925 год). В 1930-х годах работал в ТРАМе (Киев), преподавал в музыкально-драматическом институте им. Н. Лысенко. В 1937 году окончил режиссёрский факультет киноакадемии. До начала Великой Отечественной войны работал на Киевской студии художественных фильмов. Затем — на «Ленфильме».
В качестве кинорежиссёра и автора сценария, в соавторстве с Ярославом Головановым, в 1973 году снял документальный фильм о С. П. Королёве «Главный конструктор» (ТО «Экран»). Данный фильм является первым официальным документальным фильмом о С. П. Королёве.
За документальный фильм «Анна Павлова» получил приз «Хрустальный глобус».
Жил в г. Москве, по адресу ул. Рудневой, дом 11, кв. 77.

## Фильмография

### Режиссёр
- 1938 — Счастливое детство (короткометражный)
- 1939 — Кубанцы
- 1945 — Парад молодости (документальный черно-белый стереоскопический фильм)
- 1948 — Солнечный край (документальный черно-белый стереоскопический фильм)
- 1949 — Под голубым куполом (документальный цветной стереоскопический фильм)
- 1956 — Мы здесь живём (совместно с Ш.Аймановым)
- 1957 — Бессмертная песня
- 1960 — Беззащитное существо (короткометражный) по рассказу А. П. Чехова «Беззащитное существо»
- 1969 — Первая орбитальная (документальный фильм)

### Сценарист
- 1960 — Беззащитное существо (короткометражный)